# Iris vinicolor
Iris vinicolor là một loài thực vật có hoa trong họ Diên vĩ. Loài này được Small miêu tả khoa học đầu tiên năm 1927.